# Конгук (станция метро)
«Конгук» (кор. 건국 — Основание нации) — станция Пхеньянского метрополитена. Расположена на линии Хёксин между станциями «Хвангымболь» и «Кванбок».

## История
Открыта 9 сентября 1985 года в составе третьего участка линии Хёксин «Хвангымболь» — «Кванбок».